# Maria Marx (Schauspielerin)
Maria Marx (geb. vor 1956) ist eine deutsche ehemalige Schauspielerin.

## Leben
Marx’ einzige bekannte Rolle ist eine Hauptrolle in dem Exploitationfilm Ilsa, She Wolf of the SS aus dem Jahr 1974, in dem sie die KZ-Gefangene Anna spielt, an der die Titelheldin Ilsa Menschenversuche vornimmt, und die den Widerstand der Häftlinge anführt.
Marx arbeitete auch als Fotografin. Im Jahr 1956 heiratete sie den Regisseur und Autor Melvin Van Peebles. Das Paar lebte in den fünfziger und sechziger Jahren in Mexiko und den Niederlanden, bevor es sich 1960 trennte. Marx’ Kinder Mario van Peebles, Megan van Peebles und Max van Peebles sind ebenfalls Schauspieler.

## Filmografie
- 1974: Ilsa, She Wolf of the SS
- 1998: Love Kills